# Marie-Elena John
Marie-Elena John (sinh năm 1963) là một nhà văn vùng Caribê có tiểu thuyết đầu tiên, Unburnable, được xuất bản năm 2006.

## Tiểu sử
John sinh ra và lớn lên ở Antigua và là cựu chuyên gia phát triển của Quỹ Phát triển Châu Phi, Chương trình Hội đồng Thế giới của Giáo hội để chống Chủ nghĩa Phân biệt chủng tộc và Quyền Toàn cầu (trước đây là Nhóm Luật Nhân quyền Quốc tế), nơi bà làm việc hỗ trợ phong trào ủng hộ dân chủ ở Nigeria và Cộng hòa Dân chủ Congo. Bà được biết đến đặc biệt là cho công việc của mình tại Liên hợp quốc và ở cấp địa phương và quốc gia để nâng cao nhận thức về việc từ chối quyền thừa kế cho phụ nữ.
Marie-Elena John đã làm nên lịch sử vào năm 1986 với tư cách là người phụ nữ da đen đầu tiên của trường Cao đẳng Thành phố New York (CCNY). Sau đó, bà lấy bằng Thạc sĩ về các vấn đề quốc tế từ Đại học Columbia, chuyên về văn hóa và phát triển ở châu Phi. Bà sống ở Antigua và Washington, DC với chồng và hai đứa con của họ, Trey và Elyse.
Tác phẩm văn học của bà, Unburnable, được đặt tên là "Best Debut of 2006" và được tạp chí Black Issues Book Review bình chọn là danh hiệu ngắn cho giải thưởng Hurston-Wright Legacy năm 2007 trong hạng mục Tác phẩm Ra mắt, được đề cử cho giải văn học quốc tế IMPAC Dublin 2008, và được Hiệp hội Ngôn ngữ Hiện đại xác định là một tác phẩm mới đáng chú ý trong văn học Ca-ri-bê. Bà cũng được Book Expo America chọn là một trong mười "tiếng nói mới nổi" năm 2006, được chọn từ các tiểu thuyết gia đầu tay được tạp chí Publishers Weekly xem xét trong giai đoạn 2005–06.